# Älgarna-Härnösand IF
Älgarna Härnösand IF är en idrottsförening i Härnösand i Sverige. Klubben bildades den 19 februari 1919, ursprungligen med längdskidåkning på programmet. Klubben har även haft flera andra idrotter på programmet som ishockey och friidrott men är i dag en ren fotbollsklubb. A-herrlaget spelade säsongen 2011 i Division 2. Klubben hette ursprungligen IF Älgarna innan namnet ändrades under klubbens årsmöte den 29 mars 2020.
I fotboll har klubben som bäst spelat i Division II, då serien var Sveriges näst högsta division, säsongerna 1953/1954-1954/1955, 1959 och 1960. Såväl 1941 som 1952 förlorade klubben finalen i Norrländska mästerskapet.

## Spelare

### Truppen
| Nr | Land    | Pos | Namn              |
| -- | ------- | --- | ----------------- |
| 1  | USA     | MV  | Hunter Meitz      |
| 2  | Sverige | F   | Abdalah Altouma   |
| 3  | Sverige | MF  | Gideon Tinat      |
| 4  | Sverige | F   | Hugo Sjölander    |
| 5  | Sverige | A   | Hugo Bergman      |
| 6  | Sverige | MF  | Samuel Hälldahl   |
| 7  | Sverige | MF  | Rasmus Augustsson |
| 8  | Sverige | A   | Hampus Svensson   |
| 9  | Sverige | A   | Natan Mokonen     |
| 10 | Sverige | MF  | Mehmed Hafizovic  |
| 14 | Sverige | MF  | William Hälldahl  |
| 16 | Sverige | F   | Fredrik Wiking    |

| Nr | Land     | Pos | Namn                |
| -- | -------- | --- | ------------------- |
| 17 | Sverige  | MF  | Joakim Gradin       |
| 18 | Sverige  | MF  | Emil Ödlund         |
| 20 | Sverige  | F   | Hannes Lundgren     |
| 21 | Sverige  | A   | Zakaria Bel Mekki   |
| 25 | Sverige  | MV  | Jesper Viklund      |
| 28 | Rumänien | A   | Adrian Borostean    |
| 30 | Sverige  | F   | Mohamed Amara Silla |
| 71 | Sverige  | MV  | Ghaith Darzin       |
| -  | Sverige  | A   | Ahmed Aziz          |
| -  | Sverige  | MF  | Andres Escobar      |
| -  | Syrien   | F   | Labib Al Salem      |

### Kända fotbollsspelare som spelat i Älgarna Härnösand IF
- Joakim Nilsson
- Daniel Theorin
- Lars Zetterlund
- Bengt Nyholm